# IPhone XS
iPhone XS та iPhone XS Max — смартфони, розроблені компанією Apple, що були представлені 12 вересня 2018 року разом з iPhone XR в Steve Jobs Theatre, в кампусі Apple Park в Каліфорнії.

## Дизайн і технічні характеристики
Смартфон iPhone XS та його збільшена версія iPhone XS Max не мають рамок на дисплеї та позбавлені функціональної кнопки з функцією Touch ID. Замість цього смартфон можна розблокувати за допомогою Face ID, тобто за зображенням обличчя. Випускаються версії з 64, 256 та 512 ГБ вбудованої пам'яті. Корпус смартфонів зроблений зі скла та інструментальної сталі.
Моделі XS та XS Max оснащені OLED-дисплеєм Super Retina HD і новим процесором Apple A12 Bionic з 6 ядрами. В обидвох смартфонах встановлені подвійна 12 Мп задня камера та 7 Мп фронтальна камера TrueDepth.
Діагональ екрана в XS складає 5,8 дюйма з розширенням 2436×1125 пікселів. Ємність акумулятора — 2568 мА·год. XS Max має дисплей 6,5 дюймів з розширенням 2688×1242 пікселів, ємність акумулятора — 3174 мА·год. Щільність розміщення пікселів в обох моделях — 458 пікселів на дюйм.
iPhone XS і iPhone XS Max підтримують Nano-SIM та eSIM на міжнародному рівні. У материковому Китаї, Гонконгу і Макао замість цього пропонується подвійна Nano-SIM, але тільки для iPhone XS Max. Також телефони отримали новий захист від води й пилу на рівні IP68.
Операційна система iPhone XS і iPhone XS Max — iOS 12, яка була офіційно випущена 17 вересня 2018 року.
Обидві версії доступні в трьох кольорах: золотом, сріблястому, а також космічному сірому.

## Ціна
Оголошена ціна — від 999 і 1 099 доларів США на звичайну версію і XS Max відповідно. Топова версія з 512 ГБ пам'яті буде продаватися за 1 449 дол. США. Очікувалося, що в Україні базова модель iPhone XS з 64 ГБ буде коштувати 39 999 грн (1 422 дол. США), що було однією з найвищих цін у світі. Річ у тому, що на той момент компанія не мала офіційного представництва в Україні, тому ціни дуже сильно завищені. У США офіційні продажі стартували 21 вересня 2018 року, в Україні — у жовтні 2018.
Через високу ціну продажі моделей iPhone XS та iPhone XS Max стали порівняно низькими. Через це експерти прогнозували, що нові моделі iPhone 11 коштуватимуть від 1 000 дол. США.